# Megumi Kadonosono
Megumi Kadonosono (jap. 門之園 恵美, Kadonosono Megumi, bürgerlich: Megumi Gotō (後藤 恵美, Gotō Megumi); * 28. April 1970 in der Präfektur Osaka) ist eine japanische Animatorin und Character-Designerin.

## Biografie
Nach ihrem Abschluss an der Yoyogi Animation Gakuin Osaka trat sie in das Anime-Studio Mu Film, einem Vorläufer des heutigen Phoenix Entertainment, ein. Ihr Animationsdebüt hatte sie dort 1992 als Zwischenzeichner in dem Hentai Chōshin Densetsu Urotsukidōji und im selben Jahr als Schlüsselzeichner in Mahō no Princess Minky Momo. Später ging sie nach Tokio, wurde freiberufliche Schlüsselzeichnerin und heiratete den Animator und Character Designer Keiji Gotō. 1997 hatte sie mit Rayearth ihr Debüt als Character-Designerin.
Zusammen mit ihrem Ehemann und dem Drehbuchautor und Mechanic Designer Hidefumi Kimura gründete sie die Anime-Produktionsgruppe gímik.

## Filmografie

### Fernsehserien
- Mahō no Princess Minky Momo (1992, Schlüsselzeichner)
- Yadamon (1993, Schlüsselzeichner)
- Metal Figher Miku (1994, Schlüsselzeichner)
- Magic Knight Rayearth (1997, Schlüsselzeichner und Animationsregisseur)
- Kaito St. Tail (1995, Schlüsselzeichner und Animationsregisseur)
- Kidō Senkan Nadeshiko (1996, Schlüsselzeichner, Animationsregisseur und Vorspann-Schlüsselzeichner)
- Bakuretsu Hunter (1996, Schlüsselzeichner und Animationsregisseur)
- Aka-chan to Boku (1996, Schlüsselzeichner und Animationsregisseur)
- Detektiv Conan (1996, Schlüsselzeichner)
- Yūsha Shirei Daguon (1997, Schlüsselzeichner)
- Vampire Princess Miyu (1997, Character Planning)
- Shōjo Kakumei Utena (1997, Animationsregisseur)
- Legend of Basara (1998, Sub-Character Design)
- Generator Gawl (1998, Animationsregisseur)
- Akihabara Dennō Gumi (1998, Animationsregisseur)
- Himiko-den (1998, Character Design)
- Betterman (1999, Animationsregisseur)
- Gate Keepers (2000, Animationsregisseur)
- Shin Shirayuki-hime Pretear (2001, Animationsregisseur)
- Aquarian Age: Sign for Evolution (2002, Vorspann-Schlüsselzeichner, Abspann-Schlüsselzeichner)
- Kiddy Grade (2002, Character Design und Leitender Animationsregisseur)
- PitaTen (2002, Vorspann-Schlüsselzeichner)
- Chobits (2002, Vorspann-Schlüsselzeichner)
- D·N·Angel (2003, Animationsregisseur)
- Maria-sama ga Miteru (2004, Schlüsselzeichner)
- Uta Kata (2004, Character Design und Leitender Animationsregisseur)
- Fushigi-boshi no Futago-hime (2005, Schlüsselzeichner)
- Jigoku Shōjo (2005, Vorspann-Schlüsselzeichner)
- Shuffle! (2005, Abspann-Schlüsselzeichner)
- Kagihime Monogatari: Eikyū Alice Rondo (2006, Vorspann-Schlüsselzeichner)
- Eyeshield 21 (2006, Vorspann-#3-Schlüsselzeichner)
- Aria The Natural (2006, Schlüsselzeichner und Animationsregisseur)
- Astraea Testament: Good Witch of the West (2006, Vorspann-Schlüsselzeichner)
- Fushigi-boshi no Futago-hime Gyu! (2006, Abspann-Schlüsselzeichner)
- Nana (2006, Animationsregisseur, Schlüsselzeichner, Vorspann-#3-Schlüsselzeichner)
- Hayate no Gotoku! (2007, Abspann-#1-Schlüsselzeichner)
- Kishin Taisen Gigantic Formula (2007, Character-Entwurf und Leitender Abspannanimationsregisseur)
- Idolmaster: Xenoglossia (2007, Schlüsselzeichner)
- Night Wizard The Animation (2007, Schlüsselzeichner)
- Gyakkyō Burai Kaiji (2007, Vorspann-Schlüsselzeichner)
- Itazura na Kiss (2008, Abspann-#1-Schlüsselzeichner, Abspann-#2-Storyboard, Schlüsselzeichner)
- Zettai Karen Children (2008, Abspann-#1-Schlüsselzeichner)
- Vampire Knight (2008, Vorspann-Schlüsselzeichner)
- Skip Beat! (2008, Vorspann-Schlüsselzeichner und Schlüsselzeichner)
- Ga-Rei – Zero (2008, Animationsregisseur und Schlüsselzeichner)
- Kemeko Deluxe! (2008, Schlüsselzeichner)
- Shugo Chara!! Doki (2009, Vorspann-#2-Schlüsselzeichner)
- Kurokami: The Animation (2009, Vorspann-2-Schlüsselzeichner)
- Kiddy Girl-and (2009, Character Design und Abspann-Animationsregisseur)
- Ore no Imōto ga Konna ni Kawaii Wake ga Nai (2010, Schlüsselzeichner)
- Gosick (2011, Abspann-Schlüsselzeichner)
- Ikoku Meiro no Croisée (2011, Schlüsselzeichner)
- Suite PreCure! (2011, Schlüsselzeichner)

### OVA
- Chōshin Densetsu Urotsukidōji (1989, Zwischenzeichnerin)
- Giant Robo The Animation: Chikyū ga Seishi Suru Hi (1992, Zwischenzeichnerin)
- Soreyuke! Uchū Senkan Yamamoto Yōko (1996, Schlüsselzeichnerin)
- Rayearth (1997, Character Design)
- Aoyama Gōshō Tampen-shū 2 (1999, Schlüsselzeichnerin)
- Kirara (2000, Animationsregisseurin)
- Zone Of Enders: 2167 Idolo (2001, Schlüsselzeichnerin)
- Gate Keepers 21 (2002, Vorspann-Schlüsselzeichnerin)
- Harukanaru Toki no Naka de 2 – Shiroki Ryū no Miko (2004, Schlüsselzeichnerin)
- Bokusatsu Tenshi Dokuro-chan (2005, Schlüsselzeichnerin)
- Aria The OVA – Arietta (2007, Schlüsselzeichnerin)
- Air Gear: Kuro no Hane to Nemuri no Mori – Break on the sky (2011, Animationsregisseurin)

### Kinofilme
- 1996: Mahōjin Guru Guru (Schlüsselzeichnerin)
- 2007: Oshare Majo: Love and Berry|Oshare Majo: Love and Berry – Shiawase no Mahō (Character Design und Leitende Animationsregisseurin)
- 2007: Kiddy-Grade-Filmtrilogie (Character Design und Leitender Animationsregisseur)
- 2007: Clannad (Character Design)
- 2007: Yes! PreCure 5: Kagami no Kuni no Miracle Daibōken! (Schlüsselzeichnerin)
- 2010: HeartCatch PreCure!: Hana no Miyako de Fashion Show… Desu ka!? (Schlüsselzeichnerin)

### Light Novel
- Gemini×Knives (Character Design)